# Athletic Club de Madrid 1908-1909
Questa voce raccoglie le informazioni riguardanti l'Athletic Club de Madrid, antico nome del Club Atlético de Madrid, nelle competizioni ufficiali della stagione 1908-1909.

## Stagione
Nella stagione 1908-1909 i Colchoneros arrivarono inizialmente secondi nel campionato regionale a pari punti col Real Madrid, contro il quale persero però lo spareggio per il secondo posto finendo di conseguenza terzi, e a quattro dall'Español Madrid. Non partecipò alla Coppa del Re.

## Maglie e sponsor
| Manica sinistra · Maglietta · Maglietta · Manica destra · Pantaloncini · Calzettoni |

## Rosa
Rosa e ruoli dell'Athletic Club de Madrid nella stagione 1908-09
| N. |                   | Ruolo | Calciatore          |
| -- | ----------------- | ----- | ------------------- |
| -  | Spagna (bandiera) | P     | Asuero              |
| -  | Spagna (bandiera) | P     | Ricardo de Gondra   |
| -  | Spagna (bandiera) | D     | Roque Allende       |
| -  | Spagna (bandiera) | C     | Hermenegildo García |
| -  | Spagna (bandiera) | C     | Moreno              |
| -  | Spagna (bandiera) | C     | Cardenas            |
| -  | Spagna (bandiera) | C     | Tomas Murga         |
| -  | Spagna (bandiera) | A     | Celada              |

| N. |                   | Ruolo | Calciatore |
| -- | ----------------- | ----- | ---------- |
| -  | Spagna (bandiera) | A     | Hurtado    |
| -  | Spagna (bandiera) | A     | Vega       |
| -  | Spagna (bandiera) |       | Aguilera   |
| -  | Spagna (bandiera) |       | Arzuaga    |
| -  | Spagna (bandiera) |       | Funes      |
| -  | Spagna (bandiera) |       | Sena       |
| -  | Spagna (bandiera) |       | Simmons    |

## Risultati

### Campeonato Regional de Madrid
| Arbitro: | Harper |

|        |           |  |
| ? 5’ ? | Marcatori |  |

| Madrid 2 febbraio 1909 2ª giornata      | Español Madrid | 2 – 1 | Athlétic Madrid |  |
| \| \| \| \| \| ? , \| Marcatori \| ? \| |                |       |                 |  |
|                                         |                |       |                 |  |
| ? ,                                     | Marcatori      | ?     |                 |  |

| Madrid 7 febbraio 1909 3ª giornata                   | Athlétic Madrid | 2 – 3          | Gimnástica |  |
| \| \| \| \| \| ? , \| Marcatori \| , ? Castellana \| |                 |                |            |  |
|                                                      |                 |                |            |  |
| ? ,                                                  | Marcatori       | , ? Castellana |            |  |

| Madrid 19 marzo 1909 spareggio                          | Madrid CF | 2 – 1  | Athlétic Madrid |  |
| \| \| \| \| \| Saura Didixien \| Marcatori \| García \| |           |        |                 |  |
|                                                         |           |        |                 |  |
| Saura Didixien                                          | Marcatori | García |                 |  |

## Statistiche

### Statistiche di squadra
| Competizione                  | Punti | Totale | Totale | Totale | Totale | Totale | Totale | DR |
| Competizione                  | Punti | G      | V      | N      | P      | Gf     | Gs     | DR |
| ----------------------------- | ----- | ------ | ------ | ------ | ------ | ------ | ------ | -- |
| Campeonato Regional de Madrid | 2     | 4      | 1      | 0      | 3      | 6      | 7      | -1 |
| Totale                        | 2     | 4      | 1      | 0      | 3      | 6      | 7      | -1 |